# Diffa

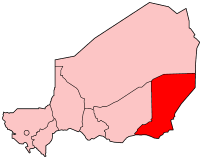
Läge i landet.

Diffa är en av Nigers sju regioner. Regionen hade 346 595 invånare år 2001, på en yta av 140 216 km².  Regionens huvudstad är Diffa. 

## Administrativ indelning
Regionen är indelad i tre departement:
- Diffa
- Maïne-Soroa
- N'guigmi